# Pisoteamento em Carbala
Em 10 de setembro de 2019, 31 pessoas foram mortas e mais de outras 100 ficaram feridas em um pisoteamento humano durante as procissões da Ashura em Carbala, Iraque. Há relatos conflitantes sobre o que causou o pisoteamento, um deles afirmou que uma passagem desabou, levando a multidão ao pânico. Outro relato afirmou que uma pessoa tropeçou e caiu entre os corredores e outras caíram sobre ele.

## Contexto
A Ashura é um feriado importante no calendário islâmico, marcando o martírio de Huceine ibne Ali (Imame Huceine), neto do profeta Muhammad. Ele foi morto em 680 d.C. na Batalha de Carbala e tornou-se um evento central do xiismo. O evento é reconhecido como um fator-chave na divisão entre as religiões xiita e sunita islâmicas. Desde então, os primeiros dez dias do Moarrão, o primeiro mês do calendário islâmico, são um feriado nacional nos países islâmicos, com o décimo dia culminando na Ashura.
A celebração da Ashura em Carbala foi alvo de um ataque terrorista em 2004, quando atentados simultâneos em Carbala e Najaf mataram 134 pessoas. Um pisoteamento em 2005 ocorreu em Bagdá durante um evento semelhante, causado pela promessa de que o evento poderia estar sujeito a um atentado terrorista. Mais recentemente, vários ataques às procissões da Ashura foram causados por extremistas sunitas.

## Pisoteamento

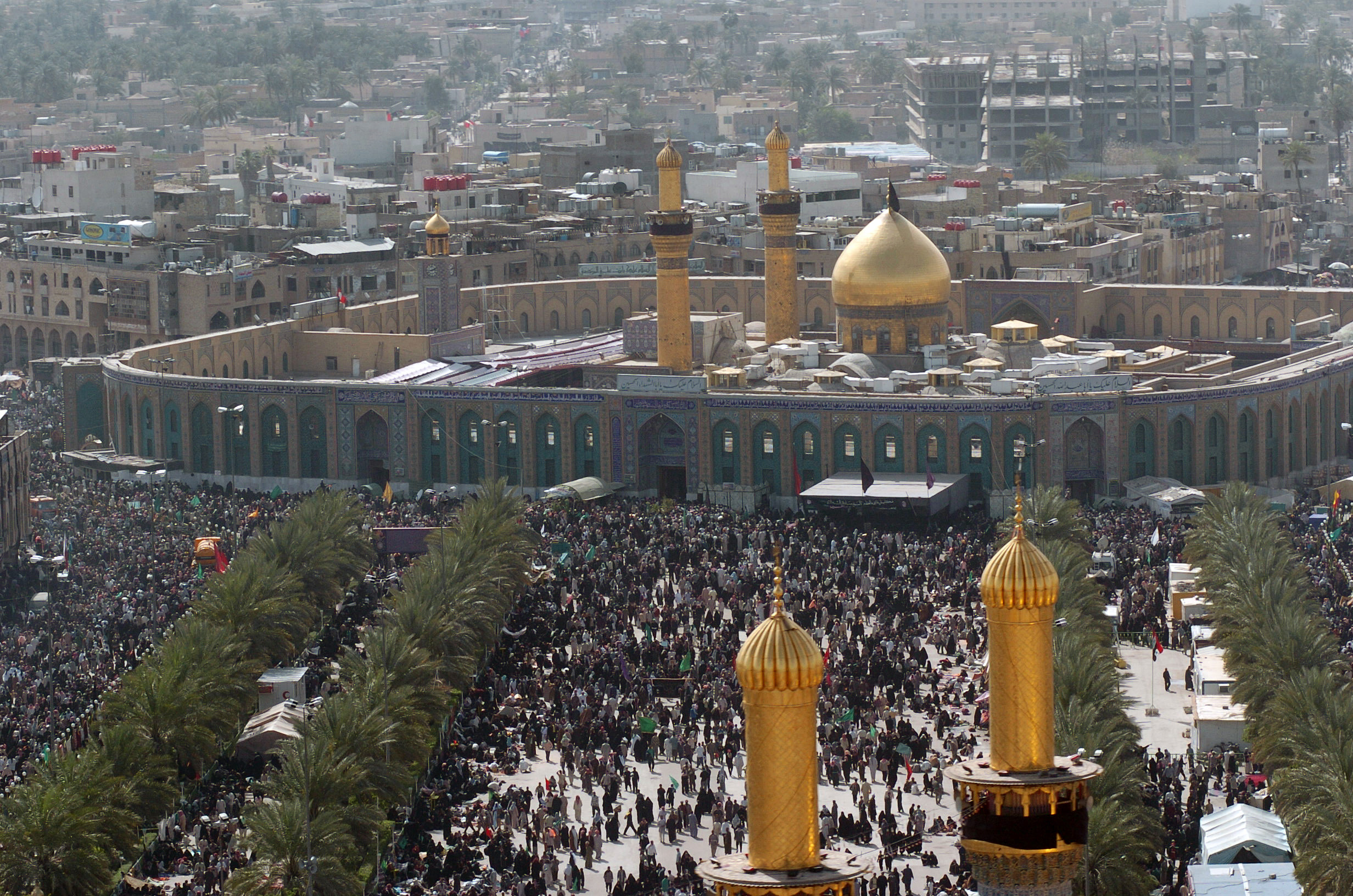
Centenas de milhares de peregrinos no Santuário de Imame Huceine durante a Ashura em 2005

Um dos eventos comuns durante a celebração da Ashura em Carbala, no Iraque, é a corrida Tuairije, onde os peregrinos percorrem as ruas a cerca de dois a três quilômetros do Santuário do Imame Huceine, em homenagem à corrida que Huceine ibne Ali da aldeia de Tuairije (hoje conhecida como Hindia) até Carbala antes da Batalha de Carbala. O evento, que ocorreu ao meio-dia de 10 de setembro de 2019, atraiu centenas de milhares de peregrinos que planejavam fazer a corrida. Relatórios da causa resultante do pisoteamento variaram: um relatório afirmava que uma passagem desabou, levando a multidão a entrar em pânico e causar um pisoteamento. Outro relato afirmou que uma pessoa tropeçou e caiu entre os corredores; outros subsequentemente caíram sobre o corredor que havia caído, dando como resultado final o pisoteamento.
As autoridades chegaram para acalmar a multidão e controlar os danos. Pelo menos 31 pessoas foram mortas no caos causado pelo tumulto, com pelo menos 100 feridos e encaminhadas para os hospitais locais. Pelo menos dez dos feridos estão em estado crítico.

## Reações
As autoridades estão investigando a causa do evento. O presidente iraquiano Barham Salih e o primeiro-ministro Adil Abdul-Mahdi ofereceram suas condolências pelas perdas, bem como o embaixador dos Estados Unidos no Iraque, Matthew H. Tueller. O Ministério das Relações Exteriores do Iraque divulgou um comunicado dizendo que não havia paquistaneses entre os mortos.